# Захарченко Михайло Дмитрович
Миха́йло Дми́трович Заха́рченко (нар. 13 листопада 1910, Червоно-Венедиктівка — пом. 24 квітня 1983) — радянський льотчик-штурмовик, генерал-майор авіації (1954), Герой Радянського Союзу (1945), в роки Німецько-радянської війни командир 175-го штурмового авіаційного полку 305-ї штурмової авіаційної дивізії 9-го штурмового авіаційного корпусу 15-ї повітряної армії Ленінградського фронту.

## Біографія
Народився 13 листопада 1910 року в селі Червоно-Венедиктівці (тепер село Ялинівка Олександрійського району Кіровоградської області) в селянській родині. Українець. Член ВКП(б) з 1942 року. Після навчання в середній школі закінчив сільськогосподарську профшколу.
У 1928 році призваний до лав Червоної Армії. У 1930 році закінчив Качинську військову авіаційну школу льотчиків. Служив у частинах ВПС. У боях радянсько-німецької війни з червня 1941 року. Воював на Ленінградському фронті.
До кінця війни здійснив 64 бойових вильотів. На рахунку його полку більше 5 300 бойових вильотів, при цьому було знищено і виведено з ладу 91 літак, багато танків, гармат та іншої бойової техніки і живої сили противника.
Указом Президії Верховної Ради СРСР від 18 серпня 1945 року за вміле командування полком, героїзм і відвагу, проявлені при виконанні бойових завдань підполковнику Михайлу Дмитровичу Захарченку присвоєно звання Героя Радянського Союзу з врученням ордена Леніна і медалі «Золота Зірка» (№ 8644).
У 1951 році закінчив Військово-повітряну академію. З 31 травня 1954 року — генерал-майор авіації. Командував авіачастиною, був начальником авіаційного училища, працював інженером на заводі, будучи у відставці, у Краснодарському крайкомі ДТСААФ, старшим інженером у Мінмонтажспецбуді УРСР у Києві.

Погруддя на могилі Михайла Захарченка

Жив у Києві. Помер 24 квітня 1983 року. Похований у Києві на Байковому кладовищі.

## Пам'ять
У місті Дніпрі в честь його імені назавано вулицю.
В селі Червона Кам'янка Олександрійського району ,Кіровоградської обл в честь його імені названо вулицю

## Нагороди
Нагороджений двома орденами Леніна, двома орденами Червоного Прапора, орденом Олександра Невського, двома орденами Вітчизняної війни 1-го ступеня, трьома орденами Червоної Зірки, медалями.